# Spaans-Amerikaanse onafhankelijkheidsoorlogen
De Spaans-Amerikaanse onafhankelijkheidsoorlogen (1808–1833) is de verzamelnaam voor een aantal onafhankelijkheidsoorlogen tegen de Spaanse overheersing in Hispano-Amerika, die plaatsvonden in de vroege 19e eeuw na de Franse invasie van Spanje (1808) tijdens de napoleontische oorlogen in Europa.

## Overzicht

Verloop van de Spaans-Amerikaanse onafhankelijkheidsoorlogen 1808–1825
Regering onder traditioneel Spaans gezag
Loyaal aan Hoogste Centrale Junta of Cortes
Amerikaanse junta of rebellenbeweging
Onafhankelijke staat uitgeroepen of gevestigd
Franse bezetting van het Iberisch Schiereiland

Het conflict begon met enkele junta-regeringen. Het resulteerde uiteindelijk in een serie van nieuwe onafhankelijke landen van Argentinië en Chili in het uiterste zuiden tot Mexico in het noorden. Na de dood van koning Ferdinand VII in 1833 bleven enkel Cuba en Puerto Rico onder Spaanse heerschappij. Deze gebieden bleven onder Spaanse controle tot ze deze verloren aan de Verenigde Staten in 1898 na verlies in de Spaans-Amerikaanse Oorlog.
Deze conflicten worden zowel als onafhankelijkheidsoorlogen en als burgeroorlogen gezien, omdat de meerderheid van de strijders aan beide kanten Spaans-Amerikanen en oorspronkelijke bewoners van Amerika waren. Sommige van de Spaans-Amerikanen vonden onafhankelijkheid noodzakelijk om zo onder de Franse overheersing uit te komen. Na de val van Napoleon en de politieke instabiliteit van Spanje waren nog meer Spaans-Amerikanen ervan overtuigd dat ze onafhankelijk moesten worden van het moederland. 
De oorlogen waren gerelateerd aan andere onafhankelijkheidsoorlogen zoals de Haïtiaanse Revolutie (1791–1804) en de Braziliaanse Onafhankelijkheidsoorlog (1822–1824). Vooral de onafhankelijkheid van Brazilië had veel gemeen met de Spaanse kolonies omdat ook zij onafhankelijk wilden worden nadat Napoleon het Iberisch Schiereiland bezette, waardoor de Portugese koninklijke familie in 1807 besloot om te verhuizen naar Brazilië en van daaruit verder regeerde over het Portugese rijk.

## Chronologie van de onafhankelijkheidsoorlogen
- 1809–1825: Boliviaanse Onafhankelijkheidsoorlog
- 1810–1818: Argentijnse Onafhankelijkheidsoorlog
- 1810–1821 of 1826: Chileense Onafhankelijkheidsoorlog
- 1810–1823: tijdens de zogeheten Venezolaanse Onafhankelijkheidsoorlog maakte Groot-Colombia zich onafhankelijk; later viel deze staat uiteen in de huidige staten Venezuela, Colombia, Panama, Ecuador en Guyana
- 1810–1821: Mexicaanse Onafhankelijkheidsoorlog
- 1811: een militaire coup bracht Paraguay de facto onafhankelijkheid, maar deze werd pas in de daaropvolgende decennia geleidelijk geformaliseerd
- 1811–1826: Peruaanse Onafhankelijkheidsoorlog